# Adolfo Bartoli (Kameramann)
Adolfo Bartoli (* 12. August 1950 in Rom; † 29. Juni 2024 ebenda) war ein italienischer Kameramann.

## Werdegang
Adolfo Bartoli begann seine berufliche Tätigkeit als Filmtechniker. Ab Anfang der 1970er Jahre wurde er als Kameraassistent, danach als Kameraoperateur und Second-Unit-Kameramann tätig. Seit Anfang der 1980er Jahre war er als Kameramann aktiv. Er wirkte in dieser Funktion an mehr als 60 Produktionen mit. In den 1990er Jahren war er dabei an zahlreichen von Charles Band produzierten und mitunter inszenierten B-Filmen beteiligt.
Weitere Regisseure, mit denen er mehrmals zusammenarbeitete, sind Mark Roper und Ted Nicolaou.

## Filmografie (Auswahl)
- 1989: Amok Train (Beyond the Door III)
- 1990: Trancers II
- 1991: Meister des Grauens (The Pit and the Pendulum)
- 1991: Demonic Toys
- 1991: Trancers 2010 (Trancers III)
- 1991: Puppetmaster 3 (Puppetmaster 3: Toulon's Revenge)
- 1991: Netherworld
- 1992: Rexosaurus
- 1993: Trancers IV
- 1993: Tod im Spielzeugland (Dollman vs. The Demonic Toys)
- 1993: Dino Kids (Prehysteria!)
- 1993: Puppetmaster 4
- 1994: Alien Desperados (Oblivion)
- 1994: Der kleine Gigant (Beanstalk)
- 1994: Puppet Master 5
- 1995: Badlands (Oblivion II: Backlash)
- 1997: The Creeps
- 1999: Sabrina verhext in Rom (Sabrina Goes to Rome)
- 1999: Operation Delta Force IV (Operation Delta Force IV: Deep Fault)
- 2000: Octopus
- 2000: She – Herrscherin der Wüste (She)
- 2000: City of Fear
- 2000: Warhammer – Der finale Krieg (For the Cause/Final Encounter)
- 2002: Antibody
- 2005: Possessed
- 2010–2013: Un caso di coscienza (Fernsehserie, 7 Folgen)